# Eparchia di Orenburg

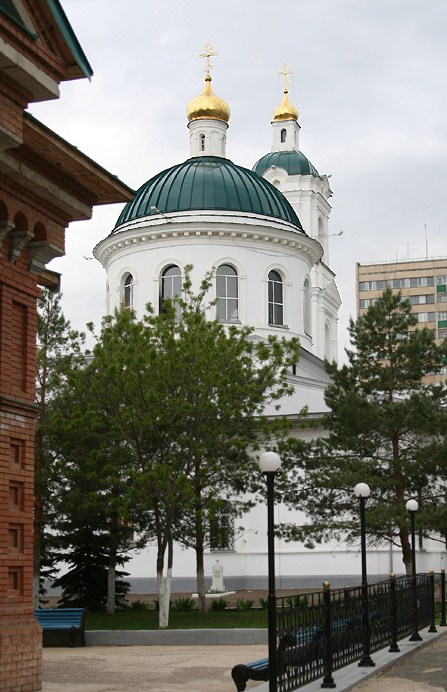
La cattedrale di San Nicola di Orenburg.

L'eparchia di Orenburg (in russo Оренбургская епархия?) è una diocesi della Chiesa ortodossa russa, appartenente alla metropolia di Orenburg.

## Territorio
L'eparchia comprende la parte centrale dell'oblast' di Orenburg.
Sede eparchiale è la città di Orenburg, dove si trova la cattedrale di San Nicola.
L'eparca ha il titolo ufficiale di «metropolita di Orenburg e Saraktaš».

## Storia
L'eparchia è stata eretta dal Santo Sinodo della Chiesa ortodossa russa il 19 dicembre 1799. Nel 1859 ha ceduto una porzione di territorio a vantaggio dell'erezione dell'eparchia di Ufa e nel 1918 per l'erezione dell'eparchia di Čeljabinsk.
Nella riunione del 5-6 ottobre 2011 il Santo Sinodo ha eretto due nuove eparchie smembrate da quella di Orenburg, Buzuluk e Orsk. Contestualmente le tre eparchie sono entrate a far parte della metropolia di Orenburg.